# El paraíso perdido (ópera)

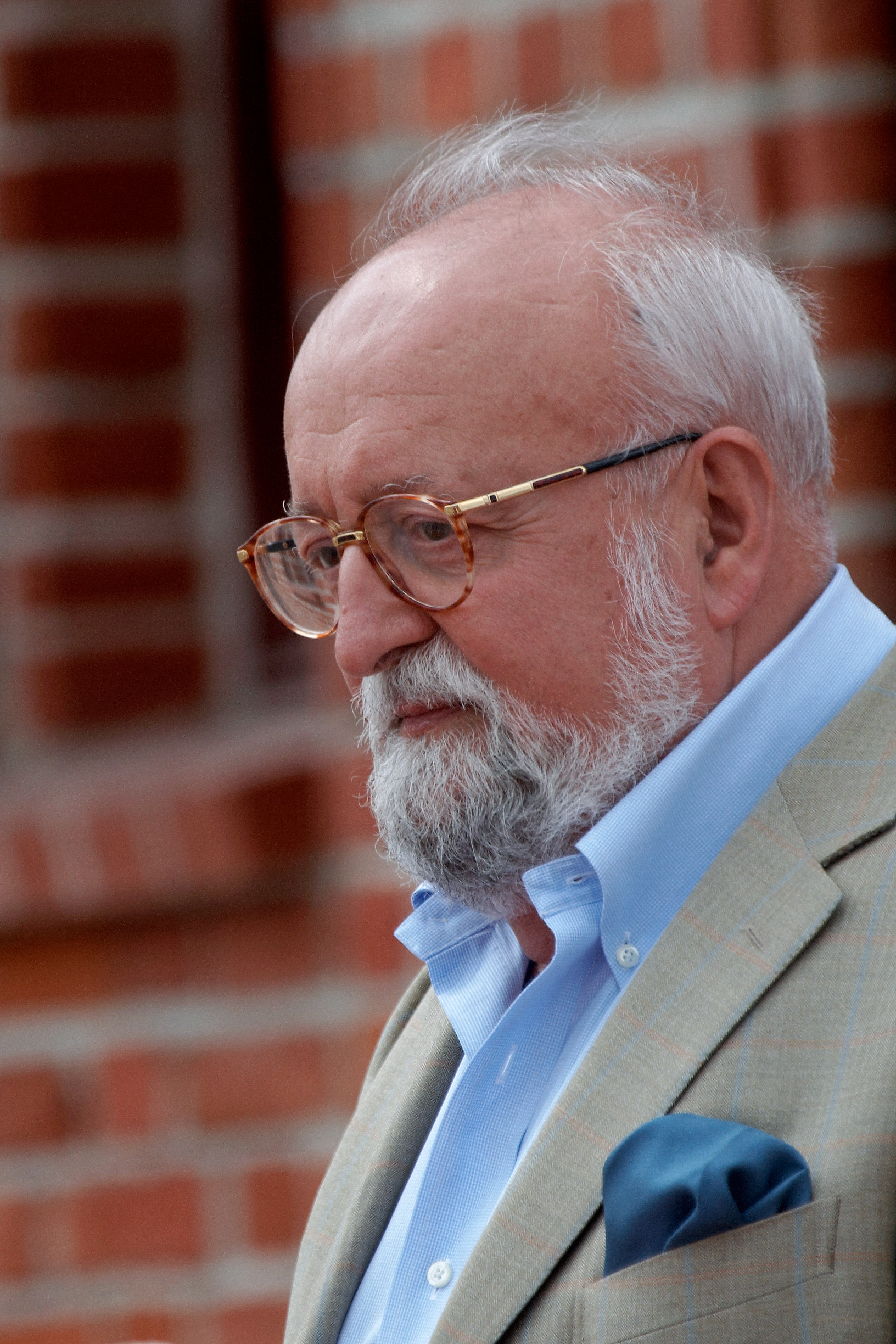
Krzysztof Penderecki, Festival de Gdańsk, 2008.

El paraíso perdido es una ópera en dos actos con música del compositor polaco Krzysztof Penderecki y un libreto en inglés de Christopher Fry. La ópera está basada en el poema épico del mismo nombre de John Milton. El propio Penderecki caracterizó a la obra como una Sacra Rappresentazione (representación sagrada) más que como una ópera. Escribió la ópera por encargo de las celebraciones del Bicentenario de los Estados Unidos en 1976. Fue estrenada en la Ópera Lírica de Chicago el 29 de noviembre de 1978. La misma producción se presentó en La Scala, Milán en 1979.
La ópera se desarrolla en el cielo, el infierno y en la tierra al inicio de la creación, y se divide en 42 escenas.